# براترنا

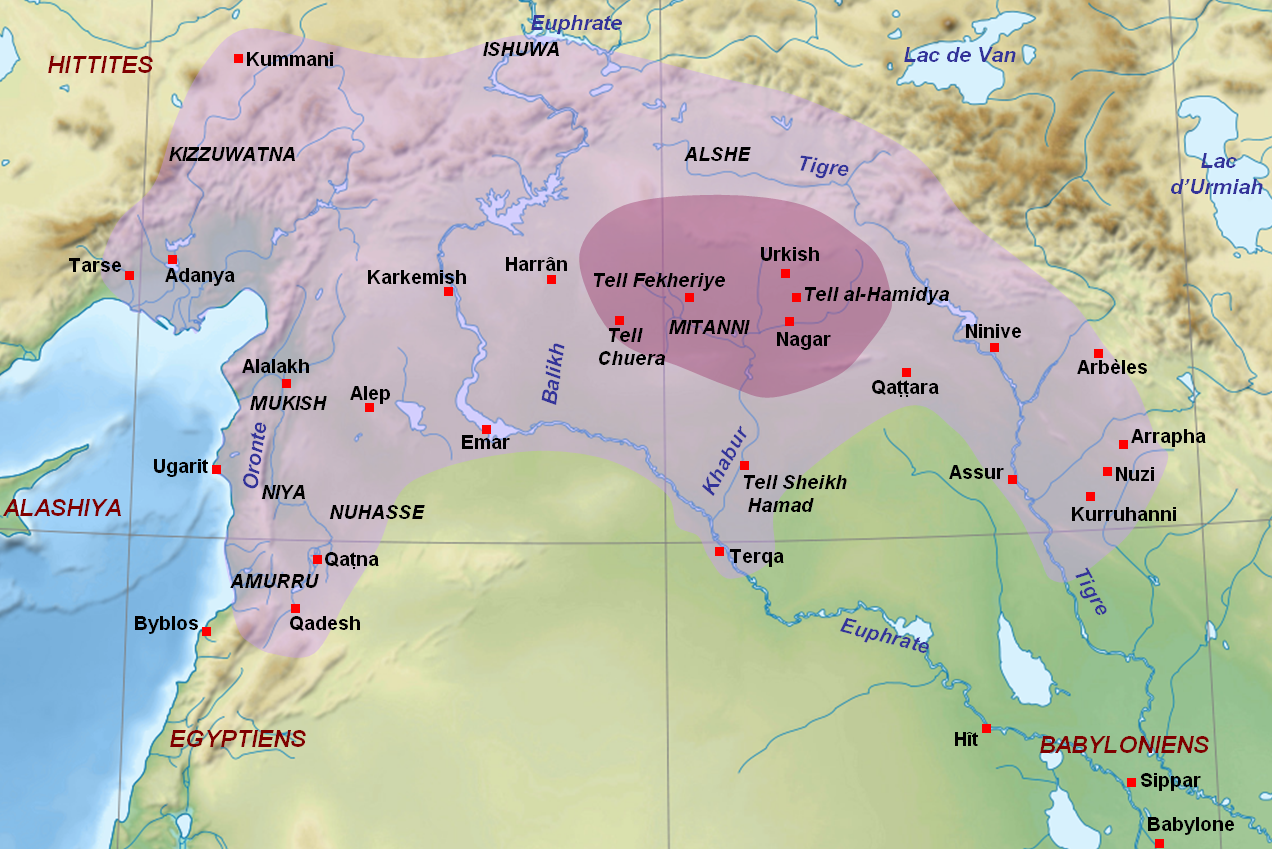
تمدن میتانی در بزرگترین گستره خود در زمان فرمانروایی براترنا، ق. ۱۵ قبل از میلاد

براترنا (انگلیسی: Barattarna) فرمانروایی از فرمانروایان تمدن میتانی بود. تمدن میتانی یکی از تمدن‌های باستانی هورانی در غرب ایران و میانرودان و جنوب آناتولی بودند. میتانی‌ها توسط طبقه‌ای از اشراف با ریشهٔ نامشخص متحد گشته و قدرت خود را در هزارهٔ دوم پیش از میلاد مسیح گسترش دادند. در فهرست خدایان میتانی، نام چهار خدا (میترا، ورونا، ایندرا، اشوین‌ها) ذکر شده که اسم‌های قدیمی دارند و در ریگ ودا هم ذکر شده‌است و محتملا نشان از این دارد که میتانی‌ها دین ودائی داشته‌اند.
سنگ‌نبشتهٔ معروف میتانی که در زمان نگارش آن به سال ۱۳۱۷ پیش از میلاد می‌رسد مربوط به پیمان‌نامه‌ای است که میان شاه میتانی و شاه هیتی بسته‌شده و ایزدانی که در این سنگ‌نبشته از آنان یاد شده، عبارتند از ایندرا، ورونا، مهر، و ناسیته که خدایانی هندوآریایی بوده‌اند. مجموعهٔ قراین حاکی از این است که میتانی‌ها قبیله‌ای از اقوام آریایی بودند که پیش از جدایی هندیان و ایرانیان از آنان جدا شده و به میانرودان آمده و در آنجا سلسلهٔ شاهی بنیان افکنده‌اند.